# Kos III

Herb Kos III

Kos III – kaszubski herb szlachecki, znany z jedynego wizerunku pieczętnego.

## Opis herbu
Opis z wykorzystaniem zasad blazonowania, zaproponowanych przez Alfreda Znamierowskiego:
W polu rogacina przekrzyżowana, rozdarta, z brzechwą, bez prawego rozdarcia.

## Najwcześniejsze wzmianki
Pieczęć Bartosza Kosa z 1570.

## Herbowni
Kos. Rodziny o tym nazwisku, mieszkające na Kaszubach i w okolicach, notowane są przeważnie z herbami Kos oraz Kos II.